# بوزی یونیسم
بوزی یونیسم (به ایتالیایی: Buzzi Unicem) شرکت مصالح ساختمانی ایتالیایی است، که در زمینه تولید سیمان، بتن آماده، سنگدانه و سایر مصالح مورد نیاز در صنعت ساخت‌وساز، فعالیت می‌نماید.
این شرکت در گذشته با نام شرکت سیمان ایتالیا شناخته می‌شد، ولی امروزه سیمان ایتالیا یکی از شرکت‌های زیرمجموعه بوزی یونیسم محسوب می‌شود. شرکت بوزی یونیسم دارای عملیات در کشورهای ایتالیا، لوکزامبورگ، آلمان، الجزایر و اروپای شرقی، همچنین در آمریکای شمالی می‌باشد.